# Peter Washington

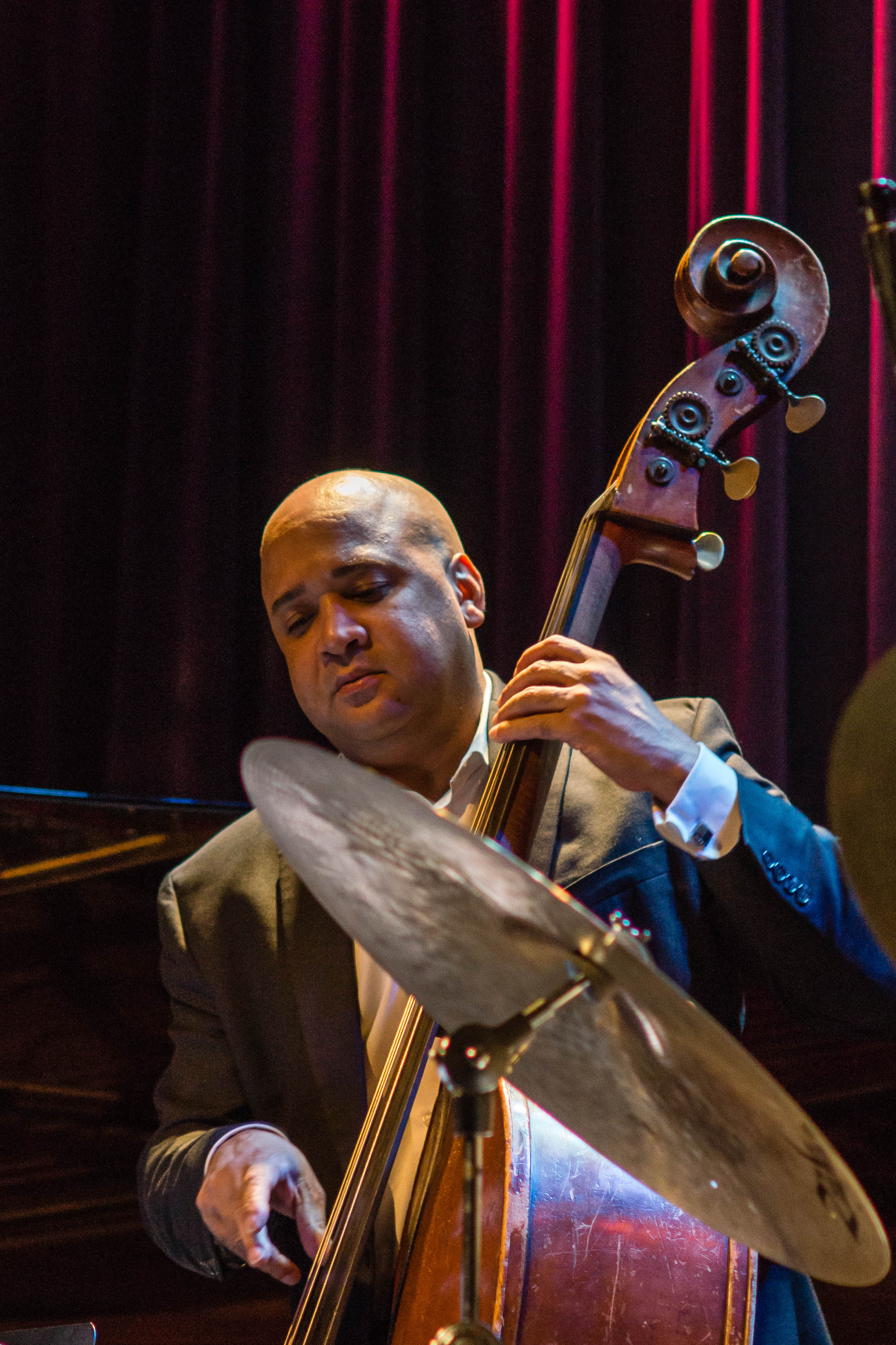
Peter Washington

Peter Mark Washington (* 28. August 1964 in Los Angeles) ist ein US-amerikanischer Jazz-Bassist.
Washington ist als Jazz-Bassist überwiegend Autodidakt, spielte aber schon im High School Orchester und 1978 mit der Westchester Community Symphony und Gitarre und E-Bass in Rockbands. 1983 bis 1986 studierte er englische Literatur in Berkeley, wo er mit dem Universitätsorchester spielte (sowie der San Francisco Youth Symphony), sich aber auch für Jazz zu interessieren begann und nebenbei Unterricht bei Herbie Lewis nahm. Schon während des Studiums trat er im Großraum San Francisco u. a. mit Bobby Hutcherson, Harold Land, Ernestine Anderson, John Handy, Frank Morgan und Chris Connor auf. Nach dem Studium zog er nach New York City, wo er April 1986 bis September 1988 Mitglied von Art Blakeys „Jazz Messengers“ war. Außerdem spielte er u. a. mit Wynton Marsalis, Benny Golson, Dizzy Gillespie, Tommy Flanagan (mit dem er über viele Jahre im Trio spielte), Freddie Hubbard, Donald Byrd, Johnny Griffin, Kenny Burrell, Milt Jackson, dem Gil Evans Orchestra, Toshiko Akiyoshi, Lew Tabackin und Mingus Dynasty. In den 1990er Jahren tourte er mit dem Tommy Flanagan Trio, der Carnegie Hall Bigband und den Newport All Stars. Er ist als sehr gefragter Studiomusiker auf zahlreichen Aufnahmen als Sideman zu hören und unterrichtet an der Mannes School of Music in New York.